# Tony Kanaan

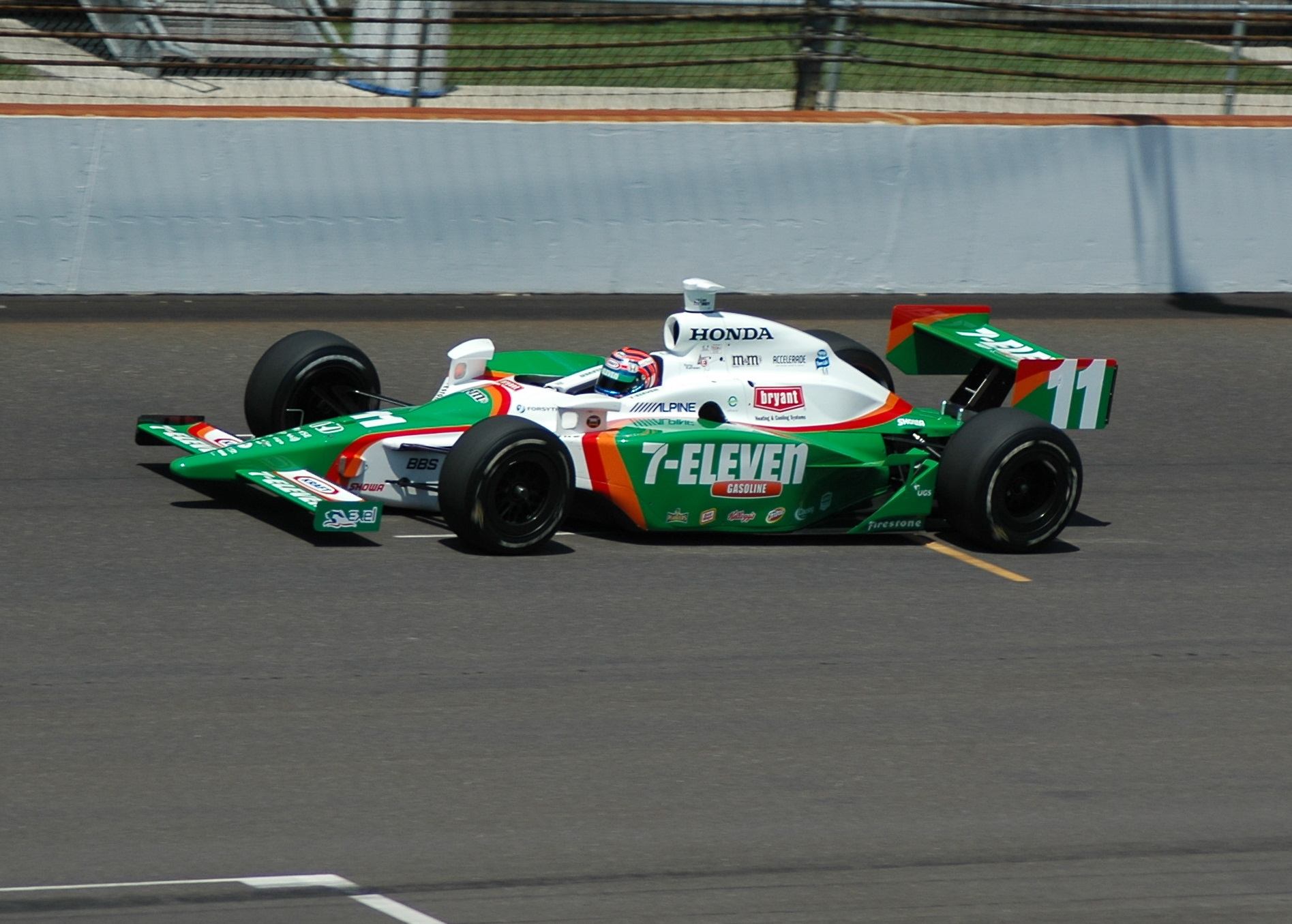
Tony Kanaan practicando para las 500 Millas de Indianápolis de 2007.

Antoine Rizkallah Kanaan Filho (Salvador, 31 de diciembre de 1974), más conocido como Tony Kanaan, es un piloto brasileño de automovilismo, descendiente de libaneses judíos. Resultó campeón 2004 de la IndyCar Series, subcampeón en 2005, tercero en 2007 y 2008, cuarto en 2003, quinto en 2011, y sexto en 2006, 2009 y 2010.
Fue ganador de las 500 Millas de Indianápolis de 2013, segundo en 2004, tercero en 2003 y 2012, cuarto en 2011 y quinto en 2006 y 2017. Ha logrado 17 victorias y 78 podios a lo largo de su carrera en monoplazas Indy. Además fue ganador absoluto de las 24 Horas de Daytona de 2015.

## Inicios
En sus comienzos en el karting, consiguió cinco títulos paulistas y un título brasileño. Luego de competir en la Fórmula Ford y Fórmula Chevrolet Brasileña, viajó a Europa para participar de la Fórmula Opel Europea. En 1994 conquistó la Alfa Boxer Italiana.
Kanaan partió para América del Norte en 1996 y se unió al equipo Tasman Motorsports de la Indy Lights. Con dos victorias y dos terceros lugares, resultó vicecampeón y Novato del Año. En 1997 fue campeón de la categoría con dos victorias, tres segundos puestos y dos terceras colocaciones.

## CART
En 1998, el piloto brasileño pasó a la CART, en la cual se consagró Novato del Año al finalizar en novena posición, con dos terceras colocaciones como mejores resultados. En 1999 se pasó al equipo Forsythe Racing; logró una victoria en el Michigan International Speedway y quedó en el 11.º lugar final. Para 2000, Kanaan se unió al equipo Mo Nunn Racing y finalizó el año en el 19.º puesto, tras perderse de cuatro carreras por chocar durante una tanda de clasificación en Detroit. Quedó 9.º en la temporada siguiente y 12.º en 2002, sin lograr triunfos. También en 2002, el piloto brasileño participó de las 500 Millas de Indianápolis. Largó en la segunda fila, tomó la punta de la carrera en la vuelta 70, y abandonó en la 90 al pisar aceite y chocar.

## IndyCar Series
El equipo Andretti Green Racing, proveniente de la CART, contrató a Kanaan para la temporada 2003 de la IndyCar Series. Ganó en la segunda fecha en Phoenix, obtuvo tres segundos lugares y dos terceros adicionales, por lo cual terminó la temporada en cuarto lugar. En 2004, el brasileño logró tres victorias (Phoenix, Texas y Nashville), seis segundos puestos y dos terceros, de manera que conquistó el título luego de disputar la penúltima fecha. A la temporada siguiente, Kanaan fue ampliamente superado por su compañero de equipo Dan Wheldon, quien había sido subcampeón en 2004, y alcanzó el subcampeonato con victorias en Kansas y Sears Point, tres segundas colocaciones y cuatro terceras. En 2005 hizo un test con el equipo BAR de Fórmula 1.
La temporada 2006 fue dominada por Penske Racing y Chip Ganassi Racing. Con una victoria en Milwaukee y dos terceros lugares como mejores resultados, Kanaan fue el piloto de Andretti Green mejor colocado en la tabla final al quedar en el quinto puesto. En 2007 fue el mayor vencedor con cinco carreras (Motegi, Milwaukee, Míchigan, Kentucky y Detroit), pero cuatro malos resultados lo relegaron a un tercer puesto final.
El brasileño fue nuevamente tercero en 2008, tras conseguir un único triunfo en Richmond, un segundo lugar y cinco terceros. Sin poder hacerle sombra a los pilotos de Ganassi y Penske, Kanaan debió conformarse con disputar en 2009 la quinta posición final con sus compañeros de equipo en Andretti Green Danica Patrick y Marco Andretti y el piloto de Newman/Haas Racing Graham Rahal. Finalmente, con tres terceras colocaciones, una cuarta y una quinta, resultó sexto por detrás de Patrick. En 2010, Kanaan volvió a la victoria en Iowa, además de quedar tercero en Kansas y Homestead, cuarto en dos carreras y quinto en otras tantas. Eso le permitió concluir la temporada sexto, el mejor piloto por fuera de los cinco de Ganassi y Penske.
Para 2011, Kanaan pasó a KV Racing Technology. A días de firmar con el equipo, Kanaan comenzó a sumar buenos resultados: cosechó un segundo, dos terceros, dos cuartos, dos quintos y un sexto, en un equipo que había padecido múltiples choques el año anterior con sus tres pilotos. Aunque el propio Kanaan tuvo varios abandonos y arribos en posiciones retrasadas, lo mismo pasó con casi la totalidad de los pilotos, con lo cual Kanaan terminó el año quinto.
Kanaan invitó a su amigo Rubens Barrichello, sin butaca en la Fórmula 1, a unirse a KV para la temporada 2012 de la IndyCar. Su segundo año en el equipo de Vasser y Kalkhoven fue menos fructífera que la anterior. Obtuvo un segundo lugar, dos terceros (uno de ellos en Indianápolis), dos cuartos y dos sextos, con lo que finalizó noveno en el campeonato.
El brasileño se mantuvo en el equipo KV en la IndyCar 2013. En su 12.ª aparición en las 500 Millas de Indianápolis, finalmente obtuvo la victoria luego de que su amigo Dario  Franchitti se estrellara contra el muro a falta de tres vueltas para el final y causara el ingreso del coche de seguridad. El piloto logró además tres terceros puestos, un cuarto y un quinto. Pero con solamente siete top 10 en 19 carreras, quedó ubicado en la 12.ª colocación final, su peor resultado desde 2002.
Para la temporada 2014, Chip Ganassi Racing contrató a Kanaan para sustituir a Franchitti, quien debió retirarse por precaución médica. Triunfó en las 500 millas de Fontana y consiguió seis podios, lo que lo ubicó séptimo en la clasificación final.
En 2015, Kanaan acumuló dos segundos puestos, un tercero, dos cuartos y un quinto, quedando octavo en el campeonato. En 2016 siguió sin victorias en la IndyCar, obteniendo un segundo puesto, un tercero, y tres cuartos, uno de ellos en las 500 Millas de Indianápolis, de modo que se colocó séptimo en el campeonato. En 2017, Kanaan logró un segundo lugar y siete arribos entre los primeros diez lugares para terminar décimo en la tabla de pilotos.
Ganassi no retuvo a Kanaan para la temporada 2018 de la IndyCar, por lo que el piloto firmó con el equipo de A. J. Foyt. Obtuvo un sexto lugar, un séptimo y dos octavos como mejores resultados, y finalizó 16.º en el campeonato. El año siguiente logró un tercer lugar y otras tres llegadas entre los diez primeros, concluyendo 15.º en el campeonato.
En 2020, Kanaan anunció que sería su última temporada como piloto principal en IndyCar, corriendo los seis eventos de óvalos para A. J. Foyt. Fue noveno en la segunda carrera en Gateway y décimo en Texas.
Pero, en 2021 disputó las cuatro carreras en óvalos, siendo piloto de Chip Ganassi y reemplazando a Jimmie Johnson que disputó las fechas de circuitos. Finalizó décimo en las 500 Millas de Indianápolis.
En 2022, Kanaan solamente disputará las 500 Millas de Indianápolis, con Ganassi. En esa carrera, logró una destacada tercera posición, por detrás de su compañero Marcus Ericsson y de Patricio O'Ward.

## Otras competencias

### Carreras de resistencia
Kanaan participó en las 24 Horas de Daytona de 1998 con un Ford Mustang de la clase GT1, resultando 11.º absoluto junto a Robbie Buhl y Mike Borkowski.
En 2007 y 2008, Kanaan corrió algunas carreras de la American Le Mans Series, siempre por el equipo Andretti Green y pilotando un Acura de la división LMP2. Logró dos victorias en su división: en las 12 Horas de Sebring de 2007 (junto con Bryan Herta y Dario Franchitti) y en la carrera de Laguna Seca de 2008 (con Franck Montagny como compañero de butaca).
El brasileño corrió dos fechas de la Rolex Sports Car Series 2013: abandonó en las 24 Horas de Daytona con un Porsche 911 del equipo Dener, formando tripulación junto a sus compatriotas Rubens Barrichello, Ricardo Mauricio, Felipe Giaffone y Nonô Figueiredo; y finalizó noveno en Indianápolis con un prototipo Riley BMW de Ganassi junto a Joey Hand.
Los años siguientes, Ganassi continuó utilizando a Kanaan como invitado para las carreras de resistencia del IMSA SportsCar Championship, ahora con prototipos Ford. En 2014 disputó las 24 Horas de Daytona y las 12 Horas de Sebring, obteniendo un abandono y un sexto puesto respectivamente. Triunfó en las 24 Horas de Daytona de 2015 junto a Scott Dixon, Jamie McMurray y Kyle Larson, y finalizó 13.º absoluto en 2016 con la misma tripulación.

### Stock Car
En 2021, Tony hizo su debut a tiempo completo en el Stock Car Pro Series de su país natal, con el equipo Full Time-Bassani.

## Ironman
Además de su actividad como piloto de automovilismo, Kanaan ha competido en triatlones de larga distancia. En 2010, completó el Ironman 70.3 de Miami en 5:23'43 y el Campeonato Mundial de Ironman 70.3 en 5:06'43. En 2011, avanzó al Campeonato Mundial de Ironman, donde completó los 226 km en 12:52'40. Luego de la muerte de su excompañero de equipo Dan Wheldon, Kanaan se inscribió en el Ironman 70.3 de Miami, marcó 5:33'52 y puso la bicicleta con la que compitió en remate para donar lo recaudado a la familia de Wheldon.

## Resultados

### Campeonato Mundial de Resistencia de la FIA
(Clave) (negrita indica pole position) (cursiva indica vuelta rápida)

| Año     | Escudería                 | Clase     | Automóvil | 1   | 2   | 3   | 4   | 5   | 6   | 7   | 8   | Pos. | Puntos | Ref.  |
| ------- | ------------------------- | --------- | --------- | --- | --- | --- | --- | --- | --- | --- | --- | ---- | ------ | ----- |
| 2018-19 | Ford Chip Ganassi Team UK | LMGTE Pro | Ford GT   | SPA | LMS | SIL | FUJ | SHA | SEB | SPA | LMS | 38.º | 2      | [ 9 ] |
| 2018-19 | Ford Chip Ganassi Team UK | LMGTE Pro | Ford GT   | Ret | 12  |     |     |     |     |     |     | 38.º | 2      | [ 9 ] |